# Aulacephalodon
Aulacephalodon è un genere estinto di terapsidi, appartenente ai dicinodonti. Visse nel Permiano superiore (circa 259 - 254 milioni di anni fa) e i suoi resti fossili sono stati ritrovati in Sudafrica.

## Descrizione
Questo animale possedeva un grande corpo massiccio, sorretto da quatro brevi arti robusti che sporgevano lateralmente. Il cranio era molto largo, in particolare nella zona posteriore. Le finestre temporali dietro le orbite erano molto ampie, e il forame pineale era circondato da una protuberanza. Erano presenti altre protuberanze sulle ossa prefrontali e (in particolare) nasali, mentre vi era una sinfisi mandibolare ampia e massiccia. Come nella maggior parte dei dicinodonti, Aulacephalodon possedeva un becco simile a quello di una tartaruga e due denti simili a canini nella mascella. Al contrario di forme simili come Oudenodon, non era presente alcuna cresta postcaniniforme. La lunghezza di Aulacephalodon doveva raggiungere il metro e mezzo.

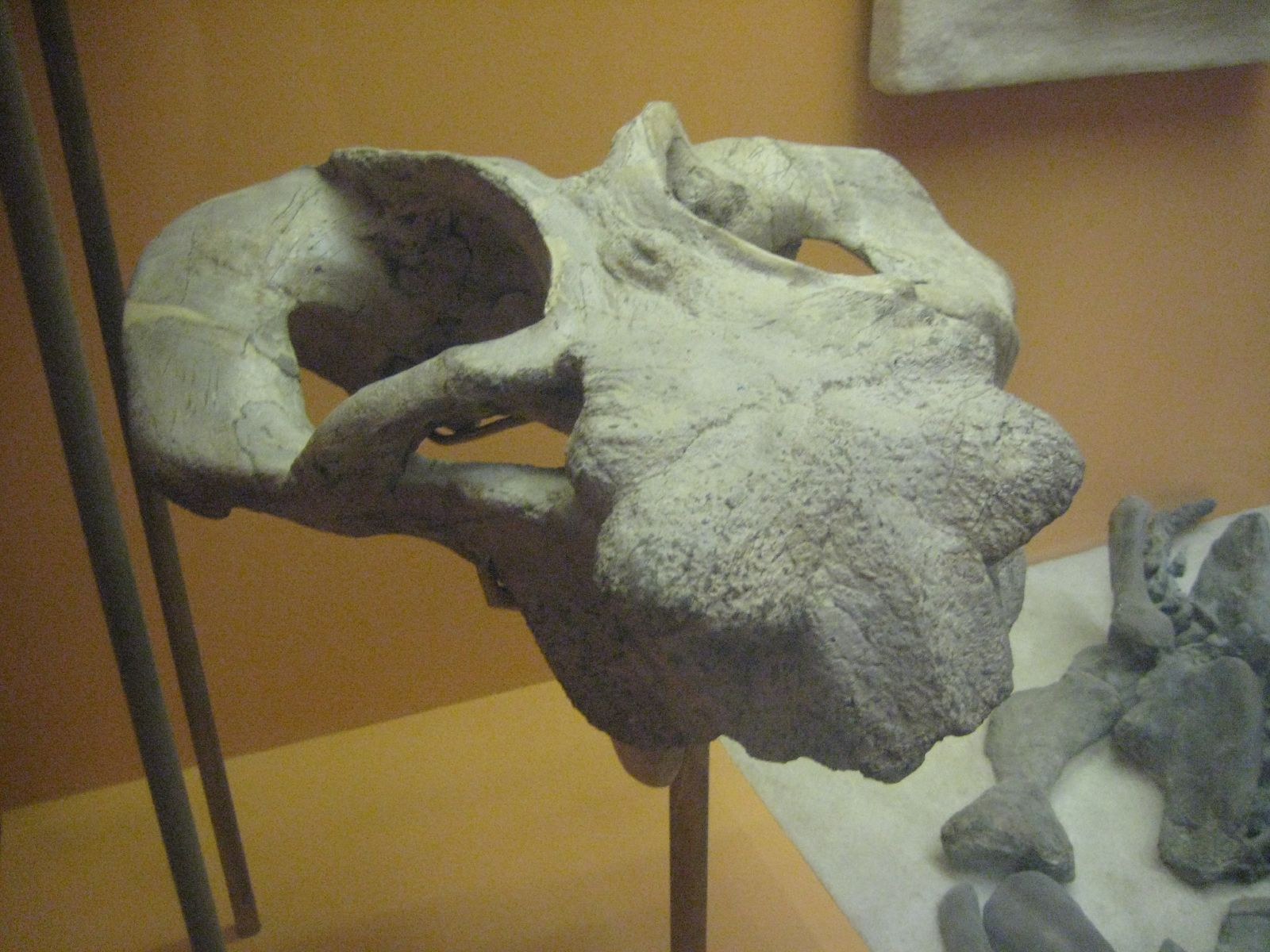
Cranio di Aulacephalodon baini

## Classificazione
Aulacephalodon è un tipico rappresentante dei dicinodonti, un gruppo di terapsidi erbivori caratteristici del Permiano e del Triassico. Aulacephalodon è considerato un rappresentante piuttosto derivato del gruppo, affine ad altre forme specializzate come Oudenodon. Un animale strettamente imparentato con Aulacephalodon è Geikia, del Permiano europeo. 
Aulacephalodon è stato descritto per la prima volta nel 1898 da Harry Govier Seeley, sulla base di resti fossili precedentemente attribuiti da Richard Owen a una specie di Dicynodon (D. baini). La specie tipo è Aulacephalodon baini, ma nel corso degli anni sono state attribuite a questo genere un gran numero di specie, tutte provenienti dal Permiano del Sudafrica. 

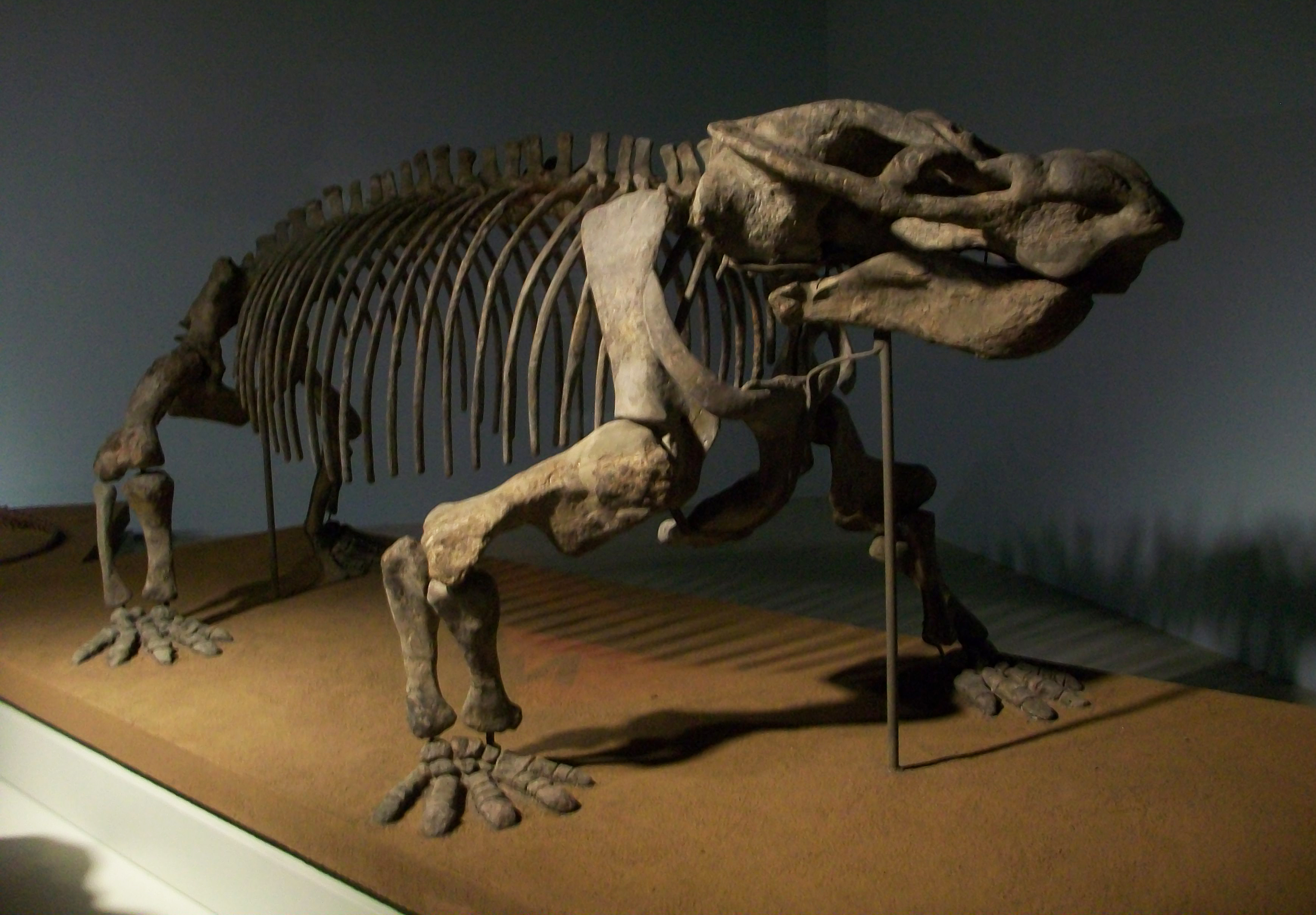
Scheletro di Aulacephalodon peavoti

Uno studio del 1981 ha però mostrato che la maggior parte di questi fossili erano riferibili alla specie tipo: molti fossili rappresentavano serie di crescita (ontogenetiche), mentre le differenze tra altri fossili potevano essere ricondotti a un fenomeno di dimorfismo sessuale (Tollman et al., 1981). Una specie descritta nel 1921 da Robert Broom, Aulacephalodon peavoti, è considerata tuttora distinta dalla specie tipo; uno studio del 2008, inoltre, ha posto dubbi sull'effettiva appartenenza di questa specie al genere Aulacephalodon (Govender, 2008).